# Gustavo Díaz
Gustavo Díaz Domínguez, conocido como  Gustavo "El Chavo" Díaz, (7 de noviembre de 1974; Montevideo, Uruguay) es un exfutbolista y entrenador uruguayo. Actualmente sin club.

## Trayectoria

### Como jugador
Gustavo Díaz fue un reconocido central y lateral derecho uruguayo que jugó en varios clubes profesionales de su país y también incursionó por el fútbol de España, disputando la Liga y La Copa del Rey. Defendió los colores de la selección nacional en el Mundial juvenil Sub-17 de Italia 91, y en el pre olímpico de Atlanta 96, además de ser convocado para la selección mayor en la fase final de la eliminatoria para el mundial de Francia 98. 

### Como entrenador
Comienza su carrera dirigiendo las divisionales sub-19 y sub-23 de Central Español, los resultados obtenidos le permiten rápidamente llegar a dirigir al primer equipo con solo 33 años. "El Chavo" tuvo su debut como entrenador de Primera División en Central Español, en el año 2008.
Debido a los buenos resultados en el desarrollo de equipos juveniles, fue llamado para asumir como entrenador de formativas en el Defensor Sporting, logrando junto a Gustavo Ferrín, ser el entrenador con más títulos obtenidos a nivel juvenil en diferentes categorías, donde permaneció desde 2008 al 2011,  ganando el torneo uruguayo en todas las divisionales que dirigió sub-16 en dos ocasiones, sub-19 y sub-23; debido a sus éxitos en formativas, este club lo consideró para el cargo del primer equipo al iniciarse el año 2012, sustituyendo a Pablo Repetto. En ese semestre se coronó campeón en el Torneo Clausura, disputó también la Copa Libertadores de América obteniendo resonantes triunfos ante Deportivo Quito y Chivas de Guadalajara en condición de local y ante Vélez Sarsfield en el estadio José Amalfitani. Logros que lo catapultaron a la obtención del premio a mejor entrenador del fútbol uruguayo temporada 2011-2012.
A mediados del 2012, es contratado por el Club Nacional de Football, sustituyendo a Marcelo Gallardo. Aquí logra el segundo lugar en el Torneo Apertura, además de dirigir la Copa Sudamericana y la Copa Libertadores de América de ese año con el club tricolor.
A mediados de 2013, Díaz fue confirmado como nuevo director técnico del Club Guaraní de Paraguay, disputando el Torneo Clausura de la Primera División y la Copa Sudamericana.
A finales del 2013, Gustavo Díaz asume como entrenador del Club Blooming de Bolivia, dirigiendo en los torneos Apertura y Clausura 2013-2014 de primera división de la Liga del Fútbol Profesional Boliviano. Logrando así una más que destacada trayectoria como entrenador en el fútbol profesional.
A mediados de julio de 2015, es nombrado director técnico del Celaya Fútbol Club de México, supliendo a Enrique López Zarza de cara al Apertura 2015 teniendo como objetivo sacar al equipo de la lucha por no descender, así como clasificarlo a la Liguilla de dicho torneo y aspirar por el título que les permita tener medio boleto para ascender a la Primera División de México.
En el Torneo Apertura 2015 del Ascenso MX logra finalizar con 20 puntos convirtiéndose en el mejor de los últimos seis torneos del club cajetero, en el reciente Torneo Clausura 2016 se mejoró lo realizado anteriormente, logrando una muy buena labor al mando de los toros consiguiendo 26 puntos y el cuarto lugar de la clasificación general, llevando al equipo a lugares de privilegio que dicho club no frecuentaba desde hace muchos años y logrando el boleto a la Liguilla. En sus primeros torneos en el fútbol Mexicano su equipo se ha destacado por tener un fútbol moderno y de calidad reconocido por la prensa y afición Celayense, siendo un resurgir del Club con la ilusión del volver al fútbol grande de ese país.
Para el Apertura 2016, volvió a mejorar sus números que lo llevaron a terminar el torneo con 35 puntos, y siendo líder general del mismo, luego de 58 años que este equipo no era líder del torneo regular de Ascenso, finalizando además como la mejor ofensiva y defensiva del Ascenso MX, logrando una racha histórica de partidos sin conocer la derrota en condición de local por fase regular a más de un año. Logrando un rápido reconocimiento de este entrenador en el fútbol mexicano.
El 20 de julio de 2017, se confirma su incorporación como entrenador de la Universidad Católica de Ecuador en reemplazo de Jorge Celico quien se hará cargo como director de las categorías formativas de la selección de fútbol de dicho país.
En septiembre de 2017, es llamado para hacerse cargo del Club León de la primera división de la liga MX. Asume el cargo con el equipo en una posición comprometida, logrando el récord de victorias consecutivas del club en primera división ganando seis partidos consecutivos, para lograr la clasificación a la liguilla del torneo apertura 2017 donde es eliminado por Tigres tras dos empates a 1 debido a la mejor posición de los universitarios en la tabla general, equipo que a la postre lograría el título de dicho torneo, siendo la única llave frente a León en la que no lograra imponerse.
También dirigió a los esmeraldas en los torneos Clausura 2018 y Apertura 2018, logrando resonantes triunfos ante los equipos más poderosos de la liga mexicana como América, Chivas, Pumas, Tigres, Toluca y Pachuca, plasmando un fútbol intenso y agresivo de carácter ofensivo que lo llevaron a lograr ser reconocido en tierras aztecas.
A principios de 2019, es nombrado para hacerse cargo de la dirección técnica de Everton de Viña del Mar, equipo que milita en la primera división del fútbol chileno. Su primera aparición al frente del equipo en la Copa Fox Sports de verano, fue muy auspiciosa. Desplegando un fútbol dinámico, vistoso y con la presencia de muchos juveniles recién ascendidos, logró derrotar a equipos como Unión Española y Colo-Colo, a este último, ganándole 3-2 luego de remontar un 0-2 en contra y llegando a la final vs Universidad Católica. A lo largo del año, consiguió una racha de 9 partidos invictos de forma consecutiva. Luego, debido a la cantidad de lesiones que comenzó a sufrir el equipo, los resultados fueron más irregulares. A esto hay que sumarle que fue un torneo atípico, ya que por los problemas sociopolíticos del país el torneo quedó suspendido.
En el año 2021 y luego de 8 años en el exterior, retorna a su país natal, para una nueva etapa en River Plate (equipo de la primera división de Uruguay), esta vez como Director Técnico.
En el Torneo Apertura 2021, consigue 26 puntos, registrando la mayor cantidad de puntos en los últimos 10 torneos para el club, jugando con muchos jugadores juveniles, con un juego ofensivo y vertiginoso, característica repetida en el juego de este entrenador.
Además en este torneo, le gana al actual campeón uruguayo (Club Nacional de Football) y cuenta con el máximo artillero (Matías Arezo) con 11 tantos en 15 partidos jugados.
Culminado el año, coloca a River Plate nuevamente en una copa internacional luego de 2 años (Copa Sudamericana).
Para el año 2022, renueva contrato en River Plate y a principios de marzo consigue avanzar a la fase de grupos de la Copa Sudamericana, tras vencer en el ida y vuelta a Liverpool con un global de 3-0 (1-0 la ida y 2-0 la vuelta). Cabe destacar que Liverpool en ese momento era el puntero del Campeonato Apertura en Uruguay, torneo que posteriormente termina ganando.
En la Copa Sudamericana consigue 2 resonantes victorias de visitante en Brasil y Argentina (2-1 a Cuiabá en el Arena Pantanal y 1-0 a Racing Club de Avellaneda en el Estadio Presidente Perón, más conocido como el Cilindro de Avellaneda), algo que un equipo uruguayo no lograba desde el 2011 y siendo el tercer equipo en lograrlo en toda la historia del fútbol charrúa luego de Nacional y Peñarol.
En el Torneo Clausura de este año, River Plate culmina en 2.º lugar por detrás de Nacional, cosechando 30 puntos, una racha de 6 victorias consecutivas y siendo el equipo más goleador de este Torneo con la participación de muchos jugadores juveniles en la conquista de los mismos.
En la Tabla anual del Campeonato Uruguayo culmina con 60 puntos (mejor campaña histórica del club) siendo el segundo equipo más goleador del año (56g en 37pj), con el goleador del Torneo (Thiago Borbas – 18 goles) y una nueva clasificación a la Copa Sudamericana del año 2023.

## Clubes

### Como futbolista[6]
| Club                 | País    | Años      |
| -------------------- | ------- | --------- |
| River Plate          | Uruguay | 1992-1997 |
| Real Valladolid      | España  | 1997-1998 |
| Albacete             | España  | 1998-1999 |
| Defensor Sporting    | Uruguay | 2000      |
| River Plate          | Uruguay | 2001      |
| Bella Vista          | Uruguay | 2002-2003 |
| Atenas de San Carlos | Uruguay | 2004      |
| Paysandú             | Uruguay | 2005      |

### Como entrenador
| Club                 | País     | Año       | PJ  | PG  | PE | PP  | Efectividad |
| -------------------- | -------- | --------- | --- | --- | -- | --- | ----------- |
| Central Español      | Uruguay  | 2008      | 14  | 5   | 5  | 4   | 47.61%      |
| Defensor Sporting    | Uruguay  | 2012      | 22  | 15  | 2  | 5   | 71.21%      |
| Nacional             | Uruguay  | 2012-2013 | 23  | 13  | 4  | 6   | 62.32%      |
| Guaraní              | Paraguay | 2013      | 1   | 0   | 1  | 0   | 33.33%      |
| Blooming             | Bolivia  | 2013-2014 | 31  | 10  | 3  | 18  | 35.49%      |
| Celaya               | México   | 2015-2017 | 68  | 26  | 19 | 23  | 47.55%      |
| Universidad Católica | Ecuador  | 2017      | 6   | 1   | 5  | 0   | 16.67%      |
| León                 | México   | 2017-2018 | 50  | 21  | 9  | 20  | 48%         |
| Everton              | Chile    | 2019      | 21  | 5   | 7  | 9   | 34.92%      |
| River Plate          | Uruguay  | 2021-2023 | 100 | 39  | 29 | 32  | 48.67%      |
| Deportivo Maldonado  | Uruguay  | 2024      | 13  | 1   | 4  | 8   | 17.95%      |
| Total                | Total    | Total     | 349 | 136 | 83 | 130 | 46.9%       |

## Palmarés

### Distinciones individuales
| Distinción                                                              | Año     |
| ----------------------------------------------------------------------- | ------- |
| Mejor DT del Campeonato Uruguayo de Fútbol 2011-12 por el El Observador | 2011-12 |